# Jeanne de Montbéliard (1280-1350)
Pour les articles homonymes, voir Jeanne de Montbéliard.
Jeanne de Montbéliard ou Jeanne de Bourgogne (née vers 1280 ou 1285 et morte en 1350) est une femme de la noblesse franc-comtoise connue comme la « Dame de Belfort ».

## Famille

### Ascendance
Jeanne de Montbéliard est née en 1280 ou 1285, elle est l'ainée des quatre filles de Renaud de Bourgogne, comte de Montbéliard et de Guillemette de Neufchâtel,,.

### Mariages et succession
Jeanne se marie en 1299 avec Ulrich III, comte de Ferrette. Selon leur contrat de mariage, qui date du 29 novembre 1295, Jeanne reçoit en douaire Traubach, Soppe-le-Haut, Soppe-le-Bas et Delle. Ils ont deux filles : Jeanne de Ferrette (qui épousa Albert II d'Autriche) et Ursule,,.
Après la mort d'Ulrich III le 13 mars 1324, elle épouse quelques mois plus tard Rodolphe-Hesso de Bade-Bade, margrave de Bade. De cette deuxième union, elle eut deux autres filles : Marguerite et Adélaïde (dite Alix),,.
Veuve pour la seconde fois en 1335, elle épouse en 1336 Guillaume, comte de Katzenelnbogen de qui elle n'eut pas d'autre enfant,.
Jeanne meurt en 1350. Son douaire passe aux Habsbourg. Sa fille ainée Jeanne de Ferrette hérite du comté de Ferrette. Ursule de Hollenberg et Marguerite de Bade se partagent la seigneurie de Belfort mais Jeanne de Ferrette rachète la part d'Ursule pour 10 000 florins dont le paiement sera soldé en 1359. Vers 1375, la part d'Adélaïde revient à son neveu Léopold III de Habsbourg et la ville devient autrichienne jusqu'à la Guerre de Trente Ans en 1636.

## La dame de Belfort
Après la mort de son père, Renaud de Bourgogne en 1321, la mort d'Hugues en 1331 et l'incapacité d'Othenin de Montbéliard, Jeanne reçoit Belfort et Héricourt,.
Jeanne créé le chapitre de Belfort, la collégiale Saint-Denis, le 24 mai 1342 avec onze chanoines et un prévôt en indépendance du chapitre de Montbéliard. Le 2 mai 1349, Jeanne créé l'hospice des Poules dans l'une de ses maisons près de la porte de l'horloge de la ville de Belfort et fixe à dix le nombre de bénéficiaires (pauvres et nécessiteux),,.
Cet hôpital est implanté dans un quartier en expansion de Belfort, près de la première enceinte et donnant sur la seconde, qui a été construite peu auparavant. Le lieu « paraît avoir été choisi avec soin », même si l'acte de fondation n'évoque pas de préoccupation urbanistique mais uniquement les motivations religieuses de Jeanne de Montbéliard, qui meurt l'année suivante. Il sera actif jusqu'en 1721.
Par ses actions, elle est connue comme la « Dame de Belfort » et à Belfort comme « la bonne dame ».